# Kaple Panny Marie (Knínice)
Kaple Panny Marie je sakrální stavbou nacházející se osamoceně v lese při Černém potoce v katastrálním území Knínice, části obce Libouchec v okrese Ústí nad Labem. Kaple náležela k již zaniklému ledebourskému zámku. Vně závěru kaple se nachází ledebourská hrobka.
Duchovní správou patří do Římskokatolické farnosti Chlumec, která spadá pod ústecký vikariát litoměřické diecéze.